# Midnattsol
Midnattsol ist eine norwegisch-deutsche Folk-Metal-Band.

## Geschichte
Gegründet wurde Midnattsol 2002 von Carmen Elise Espenæs und Christian Hector. Kurz darauf stießen Daniel Droste, Birgit Öllbrunner, Chris Merzinsky und Daniel Fischer hinzu. 2003 veröffentlichten sie ihr erstes Demo, durch das das österreichische Label Napalm Records auf die Band aufmerksam wurde, was zu einem Plattenvertrag führte. Das Debütalbum der Band wurde 2004 unter dem Namen Where Twilight Dwells veröffentlicht. Die Albumpromotion fand im Rahmen der „Burgen Tour“ im Vorprogramm von In Extremo im Frühjahr 2005 statt. 2005 traten Midnattsol unter anderem beim „Feuertanz Festival“, dem Summer Breeze, Wave-Gotik-Treffen sowie beim Metal Female Voices Fest auf. Im Jahr 2006 folgten Auftritte beim M’era Luna Festival sowie ein weiteres Mal beim Metal Female Voices Fest im belgischen Wieze. 
Im September 2007 begannen die Aufnahmen zum Nachfolgeralbum Nordlys, welches am 28. März 2008 veröffentlicht wurde. Kurz nach der Veröffentlichung verließ Gründungsmitglied Christian Hector im Mai 2008 die Band, um sich seinem Projekt Ahab zuzuwenden. Er begründete dies mit Zeitmangel sowie der musikalischen Entwicklung von Midnattsol. Im September drauf fand man mit Fabian Pospiech einen Ersatz für Hector.
Im Oktober 2009 gewann Midnattsol den „MFVF BEST HOPE AWARD“ und gab gleichzeitig den Einstieg des neuen Gitarristen Alex Kautz bekannt. Anfang Dezember des Jahres gab Gitarrist Daniel Droste seinen Ausstieg bei Midnattsol bekannt, da er sich, wie ein Jahr zuvor auch schon Hector, mehr auf die Band Ahab konzentrieren wolle. Im Mai 2010 trat Midnattsol erstmals auf dem Ragnarök-Festival auf.
Im Juli 2010 gab die Band den Abschluss der Aufnahmearbeiten zu ihrem dritten Album namens „The Metamorphosis Melody“ bekannt, welches am 22. April 2011 erschien. Die Albumpromotion fand im Rahmen einer Tour zusammen mit Leaves’ Eyes statt. Während dieser Tour wurde auch Matthias Schuler als neues Bandmitglied bekannt gegeben.
Carmen Elise Espenæs gründete im Frühjahr 2013 mit den beiden The Sins Of Thy Beloved Mitgliedern Stig Johansen und Anders Thue, im norwegischen Bryne die Gothic Folk Metal band Savn.

## Stil
Midnattsoll spielt Folk Metal mit deutlichen Symphonic-Metal-Elementen. Die Lieder sind überwiegend im 6/8 Takt komponiert.
Die Songtexte erzählen gelegentlich traditionelle norwegische Sagen und Legenden nach, oftmals basieren sie aber auch nur auf diesen und sind überwiegend frei erfunden. Geschrieben werden sie von Sängerin Espenæs. Hinter den Geschichten verbirgt sich meist auch eine tiefere Bedeutung, so werden viele persönliche Erlebnisse aus dem Leben der Sängerin darin verarbeitet und die Fabelwesen stellen oft nur eine Metapher des Menschen dar.

## Carmen Elise Espenæs
Carmen Elise Espenæs (* 1983 in Stavanger) ist die Schwester von Liv Kristine (früher bei Theatre of Tragedy und Leaves’ Eyes). 2003 sang sie die Gastvocals der ersten Leaves’-Eyes-Single Into your light. Kurz darauf lehnte sie das Angebot der Band Cradle of Filth ab, diese auf ihrer Welttournee zu begleiten und ging stattdessen mit Midnattsol ins Studio. 2006 sang sie beim M’era Luna Festival ein Duett mit ihrer Schwester Liv Kristine.

## Penetralia
Penetralia ist die Vorläuferband, aus der später Midnattsol hervorging. Gegründet wurde die Band im Jahre 1994 von Christopher Merzinsky und Daniel Droste. Weitere Mitglieder waren Christian Hector, Felix Gramling, Daniel Fischer und Bianca Eyermann. Im Laufe der Bandgeschichte wurden zwei Demos (1996 "Schwarz" und 1998 "Tribute To The Moon") veröffentlicht. 
Das Debüt "Carpe Noctem - Legends Of Fullmoon Empires" erschien Anfang 1999 via Last Episode. 2000 erschien das zweite und letzte Album Seelenkrank. Als Gastsänger waren Gerhard „Felix“ Stass (Crematory) und Clausi (Blood) mit von der Partie. Die Band löste sich nach ihrem Auftritt beim Bretthart Festival auf.

## Diskografie
- 2005: Where Twilight Dwells
- 2008: Nordlys
- 2011: The Metamorphosis Melody
- 2018: The Aftermath